# Campionato europeo di hockey su pista femminile
Il Campionato europeo di hockey su pista femminile è una competizione di hockey su pista dove si affrontano le selezioni femminili di tutte le nazioni europee. È organizzata ogni due anni dalla CERH, l'Unione Europea delle Federazioni Hockeystiche.

## Statistiche

### Albo d'oro
| Edizione | Nazione ospitante | Sede/i              | 1º classificato | 2º classificato | 3º classificato |
| -------- | ----------------- | ------------------- | --------------- | --------------- | --------------- |
| 1991     | Svizzera          | Ginevra             | Italia          | Paesi Bassi     | Spagna          |
| 1993     | Italia            | Molfetta            | Italia          | Spagna          | Paesi Bassi     |
| 1995     | Spagna            | Oviedo              | Spagna          | Italia          | Svizzera        |
| 1997     | Portogallo        | São João da Madeira | Portogallo      | Italia          | Spagna          |
| 1999     | Germania          | Springe             | Portogallo      | Spagna          | Germania        |
| 2001     | Italia            | Molfetta            | Portogallo      | Spagna          | Italia          |
| 2003     | Francia           | Coutras             | Germania        | Spagna          | Portogallo      |
| 2005     | Portogallo        | Mira                | Francia         | Portogallo      | Spagna          |
| 2007     | Spagna            | Alcorcón            | Germania        | Spagna          | Portogallo      |
| 2009     | Francia           | Saint-Omer          | Spagna          | Francia         | Germania        |
| 2011     | Germania          | Wuppertal           | Spagna          | Portogallo      | Germania        |
| 2013     | Spagna            | Mieres              | Spagna          | Portogallo      | Italia          |
| 2015     | Italia            | Matera              | Spagna          | Portogallo      | Italia          |
| 2018     | Portogallo        | Mealhada            | Spagna          | Portogallo      | Italia          |
| 2021     | Portogallo        | Luso                | Spagna          | Portogallo      | Italia          |
| 2023     | Spagna            | Olot                | Spagna          | Portogallo      | Italia          |

### Riepilogo vittorie per nazionale
| Numero | Nazionale  | Anni                                                       |
| ------ | ---------- | ---------------------------------------------------------- |
| 8      | Spagna     | 1995, 2009, 2011, 2013, 2015, 2013, 2018, 2013, 2021, 2023 |
| 3      | Portogallo | 1997, 1999, 2001                                           |
| 2      | Germania   | 2003, 2007                                                 |
| 2      | Italia     | 1991, 1993                                                 |
| 1      | Francia    | 2005                                                       |